# Thomas Lehnen
Thomas Lehnen (* 14. Juli 1967 in Korschenbroich) ist ein Flottillenadmiral der Marine der Bundeswehr und seit April 2025 Abteilungsleiter Unterstützung im Unterstützungskommando der Bundeswehr in Bonn.

## Militärische Laufbahn

### Ausbildung und erste Verwendungen
Lehnen trat nach seinem Abitur 1986 im selben Jahr in die Bundeswehr ein. Ab 1987 studierte er Luft- und Raumfahrttechnik an der Universität der Bundeswehr München in Neubiberg bei München.

### Dienst als Stabsoffizier
1999 begann Lehnen den 41. Admiralstabslehrgang an der Führungsakademie der Bundeswehr in Hamburg, wo er zum Offizier im Generalstabsdienst ausgebildet wurde. 2004 war er Referent bei den Parlamentarischen Staatssekretären Walter Kolbow und Friedbert Pflüger.

### Dienst als Admiral
Ab April 2020 war Lehnen Abteilungsleiter Führung im Kommando Streitkräftebasis in Bonn. Auf diesem Dienstposten erfolgte die Ernennung zum Flottillenadmiral. Er trat die Nachfolge von Michael Busse an. Seit April 2025 wird er als Abteilungsleiter Unterstützung im Unterstützungskommando der Bundeswehr in Bonn eingesetzt.

## Privates
Lehnen ist verheiratet, hat zwei Kinder und wohnt in Alfter.